# Pselaphodes hui
Pselaphodes hui – gatunek chrząszcza z rodziny kusakowatych i podrodziny marników. Występuje endemicznie w Chinach.
Gatunek ten opisali po raz pierwszy w 2012 roku Yin Ziwei i Li Lizhen na łamach Zootaxa. Jako miejsce typowe wskazano górę Dayao Shan w chińskim regionie Kuangsi. Epitet gatunkowy nadano na cześć Hu Jiayao, który odłowił materiał typowy.
Chrząszcz ten osiąga od 2,58 do 2,65 mm długości i od 0,98 do 0,99 mm szerokości ciała. Ubarwienie ma rudobrązowe. Głowa jest tak długa jak szeroka, o bocznie zaokrąglonych zapoliczkach. Oczy złożone buduje u samca około 35 omatidiów. Czułki buduje jedenaście członów, z których trzy ostatnie są powiększone, a u samca ponadto człon dziewiąty jest zmodyfikowany słabym guzkiem. Przedplecze jest tak długie jak szerokie, o zaokrąglonych krawędziach bocznych. Pokrywy są szersze niż dłuższe. Zapiersie u samców (metawentryt) ma krótkie, piłkowane i na wierzchołku stępione wyrostki. Odnóża przedniej pary mają po jednym małym kolcu na brzusznej stronie krętarzy, po jednym dużym kolcu na spodzie ud oraz po dużym i tępym wyrostku na szczytach goleni. Odwłok jest duży. Genitalia samca mają środkowy płat edeagusa symetryczny.
Owad ten jest endemitem południowej części Chin, znanym tylko z lokalizacji typowej w powiecie Jinxiu w Kuangsi. Spotykany był na rzędnych od 1200 do 1400 m n.p.m. Zasiedla ściółkę w lasach mieszanych.